# Johannes Aigner (calciatore)
Johannes Aigner, detto Hannes (Schwaz, 16 marzo 1981), è un ex calciatore austriaco, di ruolo attaccante.

## Palmarès

### Club
- Campionato di Regionalliga: 1

Wattens/Wacker Tirol: 2002-2003
- Campionato di Erste Liga: 3

Wacker Tirol: 2003-2004
Wiener Neustadt: 2008-2009
Altach: 2013-2014
- Coppa d'Austria: 1

Austria Vienna: 2006-2007

### Individuale
- Capocannoniere della Erste Liga: 2

2012-2013 (18 reti), 2013-2014 (22 reti)